# Lund
Lund (phát âm tiếng Thụy Điển: [lɵnd]) là một thành phố trong tỉnh Skane, miền nam Thụy Điển. Thành phố có dân số nội thị là 88,788 người vào năm 2016, nếu tính thêm cả vùng ngoại ô là 119,054 vào năm 2017. Thành phố là thủ phủ của khu đô thị Lund, hạt Skane. Thành phố này được cho là đã được thành lập khoảng 990, khi Skane thuộc về Đan Mạch. Nó nhanh chóng trở thành một trung tâm Kitô giáo chính của vùng biển Baltic, tại một thời điểm khi khu vực vẫn còn là một khu vực biên giới cho truyền giáo Kitô giáo, và trong khu vực Scandinavia và đặc biệt là Đan Mạch qua các thời Trung Cổ. Từ 1103 nó đã là nơi đóng trụ sở của tổng giám mục. Tại trung tâm của thành phố là Nhà thờ chính tòa Lund, được xây dựng khoảng những năm 1090-1145.
Thành phố có Đại học Lund, được thành lập năm 1666, hiện nay một trong những tổ chức lớn nhất của Bắc Âu về giáo dục và nghiên cứu.